# Garrulax vassali
Garrulax vassali е вид птица от семейство Leiothrichidae.

## Разпространение
Видът е разпространен във Виетнам, Камбоджа и Лаос.